# معركة بلاينام
وقعت معركة بلاينام في 13 أغسطس عام 1704، وكانت المعركة الأساسية في حرب الخلافة الإسبانية. كفل انتصار الحلفاء الساحق سلامة فيينا من الجيش الفرنسي البافاري، وبالتالي منع انهيار التحالف الكبير الذي كان قد أعيد تشكيله.
سعى لويس الرابع عشر ملك فرنسا إلى إخراج ليوبولد الأول، الإمبراطور الروماني المقدس، من الحرب من خلال الاستيلاء على فيينا، عاصمة ملكية هابسبورغ، والحصول على تسوية سلمية مناسبة. كانت الأخطار على فيينا كبيرة: فقد كانت قوات ماكسيمليان الثاني إيمانويل، ناخب بافاريا، وقوات فرديناند مارشال مارسين في بافاريا مهددةً من الغرب، وجيش المارشال لويس جوزيف دي بوربون، دوق فوندوم الكبير في شمال إيطاليا يشكل خطرًا جسيمًا بسبب احتمال شنه لهجوم من خلال ممر برينر. كانت فيينا أيضًا تعاني من ضغط حركة راكوتزي الاستقلالية المجرية من جهاتها الشرقية. إدراكًا للخطر، قرر دوق مارلبورو تخفيف الخطر على فيينا من خلال السير بقواته باتجاه الجنوب انطلاقًا من بيدبورغ للمساعدة في إبقاء الإمبراطور ليوبولد داخل التحالف الكبير.
تمكن مارلبورو بمزيج من التدبير الماهر والتضليل– التي اعتمدها لإخفاء وجهته الحقيقية عن الأصدقاء والأعداء على حد سواء - من السير لمسافة 400 كيلومتر (250 ميل) من البلدان المنخفضة حتى نهر الدانوب في خمسة أسابيع من دون عراقيل. بعد تأمين دوناوفورت على نهر الدانوب، سعى مارلبورو للاشتباك مع جيش ماكسيمليان و مارسين و قبل أن يتمكن المارشال كاميل دو ستان، دوق تالارد من احضار التعزيزات عبر الغابة السوداء. أثبت القادة الفرانكو بافاريون أنهم مترددون في القتال حتى اعتبرت أعدادهم كافية، وفشل مارلبورو في محاولاته لفرض عملية الاشتباك. عندما وصل تالارد لدعم جيش ماكسيمليان، ووصل الأمير يوجين من سافوي مع قوات تعزيزات للحلفاء، التقى الجيشان أخيرًا على ضفاف نهر الدانوب في وحول قرية بليندهايم الصغيرة، التي اشتق منها الاسم الإنجليزي «بلانام».
كانت معركة بلاينام واحدة من المعارك التي غيرت مجرى الحرب، والتي كانت حتى ذلك الحين لصالح عائلة بوربون الفرنسية والإسبانية. أنهت الخطط الفرنسية التي أرادت إخراج الإمبراطور ليوبولد من الحرب. عانى الفرنسيون من خسائر فادحة في المعركة بما في ذلك قائدهم العام، تالارد، الذي أخذ أسيرًا إلى إنجلترا. قبل انتهاء حملة عام 1704، استولى الحلفاء على لانداو وبلدات ترير، و ترابن تراراباخ على نهر موزيل استعدادًا لحملة العام التالي على فرنسا نفسها. لم يتحقق هذا الهجوم أبدًا حيث اضطر جيش التحالف الكبير إلى مغادرة موزيل للدفاع عن لياج من هجوم فرنسي مضاد. احتدمت الحرب لعقد آخر.

## الخلفية
بحلول عام 1704، كانت حرب الخلافة الإسبانية في عامها الرابع. كان العام السابق عامًا ناجحًا لفرنسا وحلفائها، ولا سيما على نهر الدانوب، حيث شكّل المارشال كلود لويس هيكتور دو فيلار، وماكسيميليان الثاني إيمانويل، ناخب بافاريا، تهديدًا مباشرًا لفيينا، عاصمة هابسبورغ. أُنقذت فيينا بسبب الخلاف الذي نشب بين القائدين، ما أدى إلى استبدال فيلار بالمارشال الأقل ديناميكية فرديناند دو مارسان. ومع ذلك، كان التهديد ما يزال حقيقياً: كانت حركة راكوتزي الاستقلالية المجرية تهدد جهات الإمبراطورية الشرقية، وكانت قوات المارشال لويس جوزيف دوق فوندوم تهدد بالغزو من شمال إيطاليا. كان سقوط فيينا متوقعًا بشكلٍ أكييد في بلاط قصور فرساي ومدريد، وهو حدث سيؤدي بشكل شبه أكيد إلى انهيار التحالف الكبير المعاد تشكيله.
بهدف عزل نهر الدانوب عن أي عملية تدخل من قبل الحلفاء، كان من المتوقع أن تقوم قوات المارشال فرانسوا دي نيوفيل، دوق فيلوروا البالغ عددها 46000 عنصر بتثبيت القوات الهولندية والإنجليزية المكونة من ٧٠٠٠٠عنصر حول ماستريخت في البلدان المنخفضة، بينما قام الجنرال روبرت جان أنطوان دو فرانكوتوت دو كواني بحماية الألزاس من أي حدث مفاجئ بمساعدة فيالق إضافية. كانت قوات الأمير لويس من بادن البالغ عددها 36 ألفًا القوات الوحيدة التي تواجدت على الفور للدفاع عن فيينا، والتي تمركزت في خطوط ستولهوفن لمراقبة المارشال كاميل دوستان، دوق تالارد المتواجدة في ستراسبورغ ؛والقوات التي يقودها يوجين أمير سافوي وقوامها 10000 رجل المتواجدة جنوب أولم.
أدرك كل من السفير الإمبراطوري النمساوي في لندن، الكونت وراتيسلاف، ودوق مارلبورو تداعيات الوضع على نهر الدانوب. كان الهولنديون ضد أي عملية عسكرية محفوفة بالمخاطر في مناطق أقصى الجنوب مثل نهر الدانوب ولن يسمحوا بحدوث أية ضعضعة كبيرة للقوات في هولندا الإسبانية. أدركت مارلبورو أن الطريقة الوحيدة لدعم النمساويين ستكون عبر السرية والخداع، شرع في خداع حلفائه الهولنديين من خلال التظاهر بتحرك قواته باتجاه منطقة موزيل –وهي خطة وافقت عليها لاهاي– ولكن بمجرد وصوله هناك، سيتخلى عن القيادة الهولندية ويتواصل مع القوات النمساوية في جنوب ألمانيا.

## المعركة

### ساحة المعركة
امتدت مساحة ساحة المعركة لما يقرب من 6 كيلومترات (3 + 1⁄2 ميل). استراح الجناح الأيمن الطرفي للجيش الفرنسي البافاري على نهر الدانوب، وكانت التلال المتموجة المغطاة بأشجار الصنوبر في جبال الألب السوابية تقع على يسارهم. أمام الخط الفرنسي؛ كان هناك جدول نيبل الصغير، وكانت الأرض على جانبيه مستنقعية ولا يمكن عبورها إلا بشكل متقطع. استقرت الميمنة الفرنسية في قرية بليندهايم بالقرب من نهر نيبل الذي يصب في نهر الدانوب؛ كانت القرية نفسها محاطة بالأسيجة، والأسوار، والحدائق المغلقة، والمروج. حُصدت حقول القمح الموجودة بين بليندهايم وقرية أوباغلاهايم إلى الشمال الشرقي، متحولةً إلى قش، وأصبحت حينها منطقةً مثالية لنشر القوات. ربما شكلت المنطقة الممتدة من أوباغلاهايم حتى قرية لوتزينين المجاورة، والحاوية على خنادق، وأدغال، ونباتات العليق أرضًا صعبة بالنسبة للمهاجمين.